# Synalpheus superus
Synalpheus superus is een garnalensoort uit de familie van de Alpheidae. De wetenschappelijke naam van de soort is voor het eerst geldig gepubliceerd in 1989 door Abele & W. Kim.